# Bauabnahme
Die Bauabnahme ist die in den einzelnen deutschen Landesbauordnungen geregelte Schlussabnahme eines genehmigungsbedürftigen Bauvorhabens durch die zuständige Bauaufsichtsbehörde. Dabei wird die Übereinstimmung des fertiggestellten Baus mit  den in der Baugenehmigung enthaltenen Bestimmungen in baurechtlicher und bautechnischer Hinsicht überprüft.
Eine entsprechende Baukontrolle gibt es auch in den österreichischen Baugesetzen und in der Schweiz.
Öffentlichrechtliche Bauabnahmen wurden im Zuge mehrerer Bauordnungsrechtsnovellen in allen deutschen Bundesländern reduziert. Für den Großteil der Bauvorhaben finden nur noch stichprobenartige Kontrollen statt.
Die verwaltungsrechtliche Bauabnahme darf nicht mit der zivilrechtlichen Abnahme des Bauwerkes durch den Kunden verwechselt werden.

## Schnurgerüstabnahme
Bei der Schnurgerüstabnahme prüft ein Vertreter des Bauamtes – Baukontrolleur –, die durch ein Schnurgerüst gekennzeichnete Lage des zukünftigen Gebäudes am Grundstück sowie die Höhenlage hinsichtlich ihrer Übereinstimmung mit der Baugenehmigung bzw. anderen Vorschriften.

## Rohbauabnahme
Hierbei wird nach einem durch den Bauherrn eingereichten Antrag nach Fertigstellung des Rohbaus eine Prüfung durch die Baugenehmigungsbehörde vorgenommen. Der Rohbau gilt als fertiggestellt, wenn alle statisch notwendigen Bauteile, sowie Kamine und Dachkonstruktion ausgeführt sind, also die Standsicherheit, der Schall- und Wärmeschutz und die Feuersicherheit beurteilt werden können.

## Schlussabnahme
Die Schlussabnahme erfolgt nach Fertigstellung aller für die Errichtung des Bauwerks erforderlichen Bauarbeiten und einer Bescheinigung über die Funktion der Heizungs- und Kaminanlagen und dokumentiert somit die Möglichkeit des Nutzungsgebrauchs. (Wohnbewilligung – Gewerbenutzung)

## Gebrauchsabnahme
Die Gebrauchsabnahme ist die Abnahme eines genehmigungspflichtigen Bauwerks, Gebäudes oder einer Anlage durch die Bauaufsichtsbehörde (Bauamt) mit der Bestätigung, dass alle Vorschriften und Auflagen bei der Errichtung des Bauwerks eingehalten wurden und ob es mit dem genehmigten Bauantrag („Baugenehmigung“) übereinstimmt. Das amtliche Prüfprotokoll ist der „Gebrauchsabnahmeschein“ oder „Schlussabnahmeschein“, dieser berechtigt zur Nutzung des Bauwerks. Der Bauherr muss die Gebrauchsabnahme beantragen.